# Paweł Przeradowski
Paweł Przeradowski herbu Półkozic (zm. przed czerwcem 1729) – podczaszy różański, regent ziemski i grodzki różański, pisarz ziemski i grodzki różański, starosta makowski i różański w 1703 roku.
Był synem Adama Przeradowskiego podczaszego różańskiego. Żonaty z Ewą Szydłowską. Miał synów: Antoniego, Macieja i Wojciecha Kazimierza.
Marszałek sejmiku nurskiego w 1692 roku. Elektor w 1697 roku z ziemi nurskiej. Poseł na sejm 1703 roku z ziemi różańskiej. Poseł na sejm z limity 1719/1720 roku z ziemi różańskiej.